# Bagley (Minnesota)
Bagley – miasto w Stanach Zjednoczonych, w stanie Minnesota, siedziba administracyjna hrabstwa Clearwater.